# Culture Socialità Biblioteche Network Operativo
Culture Socialità Biblioteche Network Operativo (CSBNO), fino al 2017 Consorzio Sistema Bibliotecario Nord Ovest, è una azienda speciale consortile che raccoglie 32 comuni dell'area nordoccidentale della provincia di Milano per una popolazione di 780 000 abitanti. Fornisce vari servizi alle biblioteche dei comuni aggregati.

## Storia
Il 1º gennaio 1997 si costituisce formalmente il Consorzio. La collaborazione tra Comuni del territorio a nord-ovest di Milano in realtà affonda le radici nel tempo e nella precedente legge regionale (41/73) che regolava la materia bibliotecaria.
Nel 2000 aderiscono al Consorzio i sistemi di Garbagnate con adesione formale e i sistemi di Legnano e Parabiago con Convenzione che si trasformerà per il 2001 in adesione formale.
Nel 2001 anche il Sistema Bibliotecario Urbano di Sesto San Giovanni entra a far parte del Consorzio.

## Comuni aderenti
Aderiscono al CSBNO i seguenti comuni e biblioteche (dati relativi al 2013):
- Arese - Biblioteca comunale Centro civico Agorà; Scuola media "S. Pellico"
- Baranzate - Biblioteca comunale
- Bollate - Biblioteca comunale; Cascina del Sole; Cassina Nuova; I.T.C. Levi-Rotterdam; Scuola primaria "Maria Montessori"
- Bresso - Biblioteca comunale "L'Artemisia"
- Busto Garolfo - Biblioteca comunale
- Canegrate - Biblioteca Civica "G. Bassi"
- Cerro Maggiore - Biblioteca comunale
- Cesate - Biblioteca comunale
- Cinisello Balsamo - Il Pertini; Liceo Classico e Scientifico "G.Casiraghi"
- Cormano - Biblioteca Civica "Paolo Volontè"; Biblioteca Civica dei Ragazzi "Il Bi"; Biblioteca Scolastica Brusuglio
- Cornaredo - Biblioteca Comunale "M.T. Bernasconi"; Biblioteca Comunale di San Pietro all'Olmo
- Cusano Milanino - "Ferruccio Maraspin"
- Dairago - Biblioteca comunale
- Lainate - "l'Ariston-Lainate Urban Center"; Biblioteca decentrata di Barbaiana
- Legnano - "Augusto Marinoni"[3]
- Nerviano - Biblioteca comunale
- Novate Milanese - Biblioteca comunale
- Paderno Dugnano - "Tilane"; Istituto Gadda
- Parabiago - Biblioteca Civica Popolare
- Pero - Biblioteca di Cerchiate; Punto di prestito "Puntopero"
- Pogliano Milanese - Biblioteca comunale "Alessandro Manzoni"
- Pregnana Milanese - Biblioteca comunale
- Rescaldina - Biblioteca comunale
- Rho - "CentRho"; Biblioteca teatrale "Durrermatt"; Liceo Scientifico Majorana; Biblioteca "Popolare"; Biblioteca "Piras"; Biblioteca di "Villa Burba"
- San Giorgio su Legnano - Biblioteca comunale
- San Vittore Olona - Biblioteca comunale
- Senago - Biblioteca comunale
- Sesto San Giovanni - Biblioteca "Pietro Lincoln Cadioli"; Biblioteca "Karl Marx"; Biblioteca dei Ragazzi "Virgilio Canzi"
- Settimo Milanese - Biblioteca comunale
- Solaro - Biblioteca comunale
- Vanzago - Biblioteca comunale
- Villa Cortese - Biblioteca Comunale "Dante Galeazzi".

## Sede
Gli uffici del CSBNO sono attualmente (2023) ospitati presso il Comune di Arese.

## Patrimonio
Le biblioteche aderenti al CSBNO mettono a disposizione degli utenti circa 1,5 milioni di documenti (libri, CD musicali e DVD), con un totale di circa 500 000 titoli diversi.
Il sistema eroga, ogni anno, circa 1,5 milioni di prestiti.

## Servizi
I servizi che il CSBNO fornisce alle biblioteche sono annualmente definita da un "Contratto di servizio".
I principali e consolidati servizi sono:
- Informatica (automazione) - gestione, manutenzione della rete bibliotecaria consorziata; acquisto HW /SW; valutazione esigenze informative innovative; gestione sito e database aziendale
- Biblioteche - gestione biblioteche; supporto bibliotecario; formazione del personale “bibliotecario”; erogazione servizi richiesti e proposti alle biblioteche e ai Comuni
- Patrimonio - coordinamento acquisti bibliotecari; vendita libri
- Catalogazione - catalogazione e aggiornamento catalogo bibliotecario disponibile online[5]
- Servizio Biblioteche Scolastiche - organizzazione biblioteche scolastiche
- Formazione - corsi formativi vari esterni alla struttura bibliotecaria
- Promolettura - attività promozionali collegate a biblioteche; corsi formativi specifici
- Logistica - organizzazione distribuzione interbibliotecaria dei materiali prestito
- Archivi - ordinamento, consulenza e informazioni di carattere legislativo e normativo; formazione; riordini, inventariazione e servizi di salvaguardia
- MLOL - Diffusione dei contenuti multimediali con la piattaforma MediaLibraryOnLine